# Giovanna Matheus
Giovanna Venetiglio Bastos Matheus (Rio de Janeiro, 3 dicembre 1989) è un'ex ginnasta brasiliana, vincitrice di una medaglia di bronzo nel trampolino elastico ai Giochi panamericani, prima brasiliana a vincere una medaglia internazionale in questa disciplina.

## Palmarès
| Anno | Manifestazione      | Sede           | Evento              | Risultato | Prestazione | Note |
| ---- | ------------------- | -------------- | ------------------- | --------- | ----------- | ---- |
| 2007 | Giochi panamericani | Rio de Janeiro | Trampolino elastico | Bronzo    | -           |      |
| 2011 | Giochi panamericani | Guadalajara    | Trampolino elastico | 5º        | 21.115      |      |